# Ачинский уезд
Ачинский уезд (Ачинский округ) — административно-территориальная единица в составе Тобольского наместничества и Енисейской губернии, существовавшая в 1782—1797 и 1822—1925 годах. Уездный город — Ачинск.

## История
Ачинский уезд был образован в 1782 году в составе Томской области Тобольского наместничества.
В Ачинском уезде, по его учреждению, насчитывалось 11 волостей: Подгородная (Ачинская), Краснореченская, Боготольская и Кияйская (все переданы из Томского уезда), Новосёловская (из Енисейского уезда), Устюжская, Атамановская, Сухобузимская, Нахвальская, Подъёмская и Больше-Кемчугская (из Красноярского уезда).
В конце XVIII века Ачинский уезд состоял из 11 волостей, в которых вместе с населением Ачинска проживало более 17 тысяч человек.
В 1797 году Ачинский уезд был упразднён, а Ачинск стал заштатным городом в составе Томского уезда; с 1804 по 1822 — в составе Томской губернии.
В 1822 году, при создании новой, Енисейской губернии, из частей Красноярского, Енисейского и Томского уездов был вновь воссоздан Ачинский округ (уезд).

Карта Ачинского округа Енисейской губернии (1859)

В 1859 году согласно карте Золотых приисков в Ачинском округе Енисейской губернии, составленная Юдиным Геннадием Васильевичем, следующие компании занимались добычей золота по рекам Кий, Урюп, Черный Июс, Сарала Июс, Белый Июс: Наследников коммерции советника Федота Попова, купца Южкова, купцов Филимоновых, купца Щеголева, Петра Кузнецова, Савелья Кузина, Куракинского, Ненюкова, коллежского регистратора Овцына, купца Радина, надворного советника Базилевского, купца Архипа Толкачёва, купца Куликова, купца Бобкова, генерал майора маркиза Де-Травересе, купца Мефодия Серебренникова, купца Петра Кузина, купца Коробкова, наследников купца Бобкова, тайного советника Голицына и купца Павла Кузнецова, коммерций советников Рязановых, купца Цыбульского, потомственного почётного гражданина Канина, купца Ерлыкова, купеческой жены Шипилиной, купца Мыльникова, Гиттен — форвалтера Эпинета Оларовского, казённые остатки, господ Демидовых, потомственного почетного гражданина Ивана Рязанова, купца Тетюцкого, купца Василия Озерова, коллежского регистратора Озерова, полковника Вонлярлярского, губернского секретаря Парначева, купца Крузенштерна, княгини Трубецкой, купца Семена Шрейбер, почётной гражданки Поросенковой, купчихи Копыриной, домашнего учителя Михайла Сидорова, поручика Бенардаки, поручика Зеновьева, поручика Лапатина, поручика Сидорова, купца Порфирия Орешникова, вольного Аптекаря Николая Наттерера, барнаульского купеческого сына Щеголева, гвардии поручика Абаза, купца Рукавишникова, графа Орлова, действительного статского советника Якобсона, коллежского регистратора Аргунова, Ивана Бевода, купца Ивана Игнатовича Рязанова, княгини Волконской, купца Зикеева.
Россыпи золота были разведаны не равномерно, большая часть приисков сосредоточилась на юге округа. Кадры принимавшихся рабочих формировались из ссыльнопереселенцев, городской бедноты, крестьян-отказников. Приискатели, нередко с семьями, ютились в бараках, землянках. Каждая семейная женщина за определённую плату кормила и обстирывала артель холостых рабочих из 4-5 и более человек. Условия работы на приисках были очень тяжелы. Одой из форм протеста против каторжных условий труда были побеги.
В 1880-е от общего числа рабочих совершили побег 5,7 % приискателей.
В 1874 в Енисейской губернии было завербовано на прииски 11664 рабочих, из них 486 бежали.
В 1888 из 11685 приисковых рабочих Енисейской губернии болело 5195 человек, то есть каждый второй.
В 1898 году не прижившиеся наименования «округа» вновь переименовываются в «уезды», на карте вновь появляется Ачинский уезд.
14 ноября 1923 года часть Ачинского уезда была передана в состав нового Хакасского уезда. 23 июня 1924 года Ачинский уезд получил часть Бельской волости из Енисейского уезда и передал Даурскую волость в Красноярский уезд.
В 1925 году Ачинский уезд был упразднён, его территория вошла в состав Ачинского округа Сибирского края.

## Население
По данным переписи 1897 года в округе проживало 111 466 чел. В том числе русские — 82,7 %; татары — 8,7 %; украинцы — 5,7 %; евреи — 1,1 %. В окружном городе Ачинске проживало 6699 чел.

## Административное деление
В 1913 году уезд состоял из 11 волостей: 
| - Балахтинская волость — с. Балахтинское, - Березовская волость — с. Берёзовское, - Большеулуйское волость — с. Большеулуйское, - Даурская волость — с. Даурское, - Назаровская волость — с. Назаровское, - Подсосинская волость — с. Подсосинское, | - Покровская волость — с. Покровское, - Салгонская волость — с. Салгонское, - Тюльковская волость — с. Тюльковское, - Ужурская волость — с. Ужурское, - Шариповская волость — с. Шариповское, |